# Modruš
Modruš est un village, ancien évêché et siège actuel catholique latin dans la partie montagneuse de la Croatie, situé au sud du siège de sa municipalité Josipdol, sur les pentes les plus à l'est de la montagne Velika Kapela, dans le nord de la Lika. La population était de 169 habitants au recensement de 2011.
- (en) Cet article est partiellement ou en totalité issu de l’article de Wikipédia en anglais intitulé « Modruš » (voir la liste des auteurs).